# Hyoseridinae
Hyoseridinae je veliki podtribus glavočika, dio tribusa Cichorieae. Postoji šest rodova rasprostranjenih po Euroaziji, Africi i Australiji. Neke vrste roda Sonchus uvezene su u Sjevernu Ameriku. U Hrvatskoj ovaj tribus nije zastupljen samo od roda Launaea.

## Rodovi
1. Aetheorhiza Cass. (1 sp.)
2. Aposeris Neck. ex Cass. (1 sp.)
3. Hyoseris L.  (3 spp.)
4. Launaea Cass., in Cuvier (57 spp.)
5. Reichardia Roth (10 spp.)
6. Sonchus L. (98 spp.)